# Hendrik Sangster
Hendrik Sangster (Semarang, 1 juni 1892 — Soestdijk, 24 mei 1971) was een Nederlands architect. Hij is bekend als ontwerper van watertorens in Nederland. 
De ouders van Hendrik Sangster woonden in Semarang en kwamen pas in augustus 1921 naar Nederland. Hendrik werd voor zijn studie naar Nederland gestuurd. Op 23 juli 1910 behaalde hij zijn HBS eindexamen. Hij studeerde in Delft waar hij in 1915 civiel ingenieur werd. Hij moest daarna in militaire dienst en werd bij de Genie-troepen ingedeeld. De Eerste Wereldoorlog was net voorbij en hij hielp bij de herstelwerkzaamheden, zowel in Nederland als in Noord-Frankrijk.
Sangster trouwde met Christina Wilhelmina (Wil) Warnaars en kreeg in juni 1920 zijn eerste zoon. Hij ging werken voor de net opgerichte NV Waterleiding Maatschappij. Tot eind 1925 bouwde hij vooral watertorens in Noord-Brabant, maar toen daar het netwerk klaar was, verhuisde hij naar Den Haag, waar hij zijn eigen architectenbureau opende. Daarna bouwde hij ook watertorens en huizen in de rest van het land. Acht watertorens werden tijdens de Tweede Wereldoorlog vernietigd. 
Zijn belangrijkste werken dateren uit de jaren 1924 en 1927 en werden door hem in art-decostijl ontworpen. Zijn werk trok in binnen- en buitenland grote belangstelling. Tot zijn belangrijkste werken behoren de watertorens van Naaldwijk, Etten-Leur, Raamsdonksveer en Vriezenveen. De watertoren van Aalsmeer is door de Nederlandse Watertoren Stichting uitgeroepen tot een van Nederlands "toptorens".
Later bouwde hij ook veel villa's. w.o. het raadhuis in Raamsdonk (1929) en de Eerder Esch op landgoed Eerde (1929), geïnspireerd op Frank Lloyd Wright. Ook deed hij de uitbreiding van zwembad Mauritskade in Den Haag. Zijn laatste bouwwerk was zijn eigen huis (1960) in Soestdijk.

## Watertorens
| Bouwjaar | Watertoren       | Afgebroken                 | Huidig gebruik                         | Foto |
| -------- | ---------------- | -------------------------- | -------------------------------------- | ---- |
| 1923     | Dongen           | nog aanwezig               | kantoorruimte                          |      |
| 1924     | Etten-Leur       | nog aanwezig               | -                                      |      |
| 1924     | Zevenbergen      | 31 oktober 1944 verwoest   | -                                      |      |
| 1924     | Steenbergen      | 3 november 1944 verwoest   | -                                      |      |
| 1925     | Fijnaart         | 3 november 1944 verwoest   | -                                      |      |
| 1925     | Hooge Zwaluwe    | 29 oktober 1944 verwoest   | -                                      |      |
| 1925     | Raamsdonksveer   | nog aanwezig               | kunstuitleen                           |      |
| 1925     | Sint Philipsland | nog aanwezig               | -                                      |      |
| 1925     | Kaatsheuvel      | 1985 gesloopt              | -                                      |      |
| 1925     | Dinteloord       | 2 november 1944 verwoest   | -                                      |      |
| 1926     | Zutphen          |                            | appartementen                          |      |
| 1927     | Aalsmeer         | nog aanwezig               | trouwlocatie                           |      |
| 1930     | Naaldwijk        | nog aanwezig               | buiten gebruik                         |      |
| 1932     | Gilze            | 10 oktober 1944 opgeblazen | -                                      |      |
| 1932     | De Lichtmis      | nog aanwezig               | sinds 2001 hotel, restaurant           |      |
| 1932     | Roelofarendsveen | nog aanwezig               | bloemenwinkel en nog steeds bewoonbaar |      |
| 1933     | Domburg          | nog aanwezig               | buiten gebruik                         |      |
| 1934     | Vriezenveen      | nog aanwezig               | buiten gebruik                         |      |
| 1934     | Almkerk          | 30 april 1945 verwoest     | -                                      |      |

## Onderscheiden
Officier in de Orde van Oranje-Nassau